# أف بي آي: العالمي
أف بي آي: العالمي FBI: International هو مسلسل تلفزيوني أمريكي عن الجريمة يُبث على شبكة سي بي إس. إنه العرض الثاني من دراما ديك وولف مسلسل أف بي آي والمسلسل الثالث في امتياز. يتبع المسلسل فريق من عملاء مكتب التحقيقات الفيدرالي الخاصين الذين يحققون في الجريمة والإرهاب في الخارج. : تم عرضه  لأول مرة في 21 سبتمبر 2021، وتم طلب موسم كامل في أكتوبر 2021. وفي مايو 2022 جددت شبكة سي بي إس المسلسل للموسم الثاني والثالث.  تم عرض الموسم الثاني  في 20 سبتمبر 2022  تم البدء في عرض الموسم الثالث لأول  في 13 فبراير 2024.

## الحبكة
يتبع المسلسل أعضاء "فريق الطيران الدولي التابع لمكتب التحقيقات الفيدرالي، وهم النخبة من العملاء الخاصين الذين يقع مقرهم الرئيسي في بودابست والذين يقومون بتحديد وتحييد التهديدات ضد المصالح الأمريكية في جميع أنحاء العالم بشكل أساسي في أوروبا.   يقود الفريق العميل الخاص  للمكتب ˈسكوت فوريسترˈ، وهو عميل مكتب التحقيقات الفيدرالي القاسي والمشوش. تحت إشرافه يوجد وكلاء مكتب التحقيقات الفيدرالي الخاصون جيمي كيليت وهو الثاني في القيادة؛ ˈأندريه رينزˈ، وكيل شاب ولكنه ذكي للغاية ولديه خبرة في المحاسبة؛ وˈكاميرون فوˈ، خبير الاستجواب وهو أحدث عضو في الفريق، حيث كان سابقا عميل ميداني في سياتل.
تساعد الفريق كاترين جايجر، عميلة اليوروبول المخضرمة من ألمانيا التي تساعد الفريق على تجاوز الحواجز السياسية واللغوية. في نهاية الموسم الأول، تمت ترقية كاترين جايجر للإشراف على جميع عمليات اليوروبول، وتم تعيين Megan  Garretson، وهي صديقة قديمة  لسكوت فوريستر، مكانها. في بداية الموسم الثالث، في أعقاب انفجار دمر مقر Fly Teams، تم تعيين العميلة الخاصة اماندا تاتي للفريق كمحللة تقنية، بينما تعود جيمي كيليتمرة أخرى إلى مكتب العاصمة الميداني.
ومن مهام الفريق ايضا مواجهة مجموعة واسعة من التهديدات الإجرامية، يجب على الفريق أيضًا مواجهة التحديات العملية والقانونية للعمل في الولايات القضائية الأجنبية، بداية من الشراكات غير المستقرة مع سلطات إنفاذ القانون الأجنبية إلى القيود المفروضة على استخدام الأسلحة النارية.  تهدف طريقة عرض الموسم الدولي للعرض إلى مجاورته مع الغالبية العظمى من العروض الإجرائية للشرطة الأمريكية، والتي تقام بشكل حصري تقريبًا في الولايات المتحدة. 

## الشخصيات
- لوك كلينتانك في دور سكوت فوريستر، الوكيل الخاص الإشرافي لمكتب التحقيقات الفيدرالي ورئيس فريق الطيران الدولي. [8]
- هيدا ريد في دور جيمي كيليت (المواسم 1–3)، العميل الخاص لمكتب التحقيقات الفيدرالي وهو الرجل الثاني في قيادة الفريق. [8] استقالت لاحقًا من الفريق في الحلقة الأولى من FBI: International Season 3، "يونيو"، بعد أن استوفت العديد من الأشياء في قائمتها وكشفت كيليت أيضًا عن عودتها إلى الولايات المتحدة وانضمامها إلى المكتب الميداني لمكتب التحقيقات الفيدرالي في واشنطن العاصمة.
- كارتر ريدوود بدور أندريه رينز، عميل خاص لمكتب التحقيقات الفيدرالي في الفريق، وله خلفية في المحاسبة. [8]
- فينيسا فيدوتو في دور كاميرون فو، العميل الخاص لمكتب التحقيقات الفيدرالي؛ هي خريجة ويست بوينت وهي أحدث عضوة في الفريق. [8]
- كريستيان بول في دور كاترين جايجر (الموسم 1؛ موسم 2 الضيف )، [9] عميلة يوروبول متعددة اللغات من ألمانيا تعمل كحلقة وصل للفريق. [8]
- Green as Tank، وهو شناوتسر عملاق العملاق أسود الذي تم تدريبه في Schutzhund وكلب الجثث المتقاعد الذي يطيع أوامر سكوت فوريستر. [8]
- إيفا جين ويليس في دور ميغان "سميتي" جاريتسون (الموسم 2 إلى الوقت الحاضر) [9] تم تعيين وكيل يوروبول ومعارف قديمة لفوريستر ليحل محل جايجر كمنسق اتصال للفريق.
- كريستينا وولف بدور أماندا تيت (الموسم 3)، عميلة خاصة للمكتب
- جريج هوفانيسيان في دور الوكيل الخاص داميان باول (الموسم 2 إلى الوقت الحاضر)

### الضيوف
- جيريمي سيستو في دور جوبال فالنتين، مساعد الوكيل الخاص المسؤول في المكتب الميداني لمكتب التحقيقات الفيدرالي في مدينة نيويورك.
- زيكو زكي بدور عمر أدوم "OA" زيدان، عميل خاص لمكتب التحقيقات الفيدرالي من نيويورك
- ألانا دي لا جارزا في دور إيزوبيل كاستيل، الوكيل الخاص المسؤول في المكتب الميداني لمكتب التحقيقات الفيدرالي في مدينة نيويورك.
- جوليان مكمان في دور جيس لاكروا، العميل الخاص الإشرافي التابع لمكتب التحقيقات الفيدرالي لفرقة العمل الهاربة ( مكتب التحقيقات الفيدرالي: المطلوبين ).
- ميسي بيريجريم في دور ماجي بيل، عميلة خاصة لمكتب التحقيقات الفيدرالي تم تعيينها في نيويورك ( مكتب التحقيقات الفدرالي ).
- ر. وارد دافي في دور نائب المدير جون لير ( مكتب التحقيقات الفيدرالي )
- جون بويد في دور ستيوارت سكولا، عميل خاص للمكتب من نيويورك ( مكتب التحقيقات الفدرالي ).
- شانتيل فانسانتن في دور نينا تشيس، عميلة خاصة لمكتب التحقيقات الفيدرالي.

### المواسم
| الموسم | الحلقات | الحلقات | الأصلي         | الأصلي       | Rank  | Rating |
| الموسم | الحلقات | الحلقات | الأول          | الأخير       | Rank  | Rating |
| ------ | ------- | ------- | -------------- | ------------ | ----- | ------ |
| 1      | 21      | 21      | 21 سبتمبر 2021 | 24 مايو 2022 | 16    | 8.23   |
| 2      | 22      | 22      | 20 سبتمبر 2022 | 23 مايو 2023 | 15    | 7.74   |
| 3      | سيُعلن   | سيُعلن   | 13 فبراير 2024 | سيُعلن        | سيُعلن | سيُعلن  |

## أنظر أيضا
- العقول الإجرامية: ما وراء الحدود.

## روابط خارجية
- الموقع الرسمي
 on Wolf Entertainment
- الموقع الرسمي
 on CBS
- أف بي آي: العالمي  على قاعدة بيانات الأفلام على الإنترنت (بالإنجليزية).